# Werner von Haeften

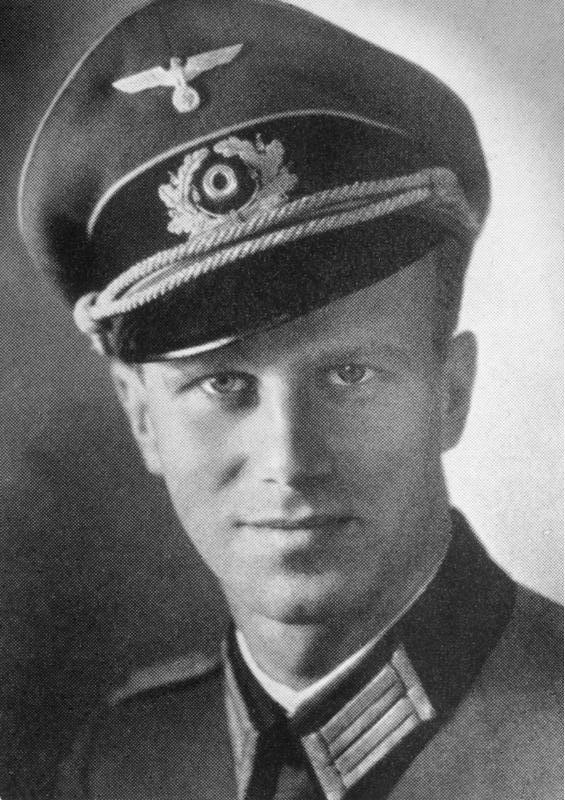
Werner von Haeften år 1939.

Werner von Haeften, född 9 oktober 1908 i Berlin, Tyskland, död där 21 juli 1944, var en tysk jurist och officer (Oberleutnant). Han var en av de sammansvurna som deltog i 20 juli-attentatet mot Adolf Hitler.
von Haeften blev 1943 adjutant åt Claus Schenk von Stauffenberg, en av de ledande motståndarna mot Hitler. Tillsammans åkte de den 20 juli 1944 till Hitlers högkvarter Wolfsschanze i Rastenburg för att där föröva ett sprängattentat. Omedelbart efter explosionen återvände de till Berlin i tron att Hitler var död. Denne hade emellertid överlevt och von Haeften och von Stauffenberg greps och dömdes till döden av generalöverste Friedrich Fromm. Tillsammans med Friedrich Olbricht och Albrecht Mertz von Quirnheim arkebuserades von Haeften och von Stauffenberg på innergården till Bendlerblock, det dåvarande försvarsministeriet.
I filmen Valkyria från 2008 porträtteras Werner von Haeften av Jamie Parker.